# Chlorodrepanis
Chlorodrepanis es un género de aves paseriformes de la familia Fringillidae. Sus miembros son conocidos como amakihis y todos son endémicos del archipiélago de Hawái.

## Especies
El género contiene las siguientes especies:
- Chlorodrepanis flava (Bloxam, A, 1827) — amakihi de Oahu;
- Chlorodrepanis stejnegeri (Wilson, SB, 1890) — amakihi de Kauai;
- Chlorodrepanis virens (Gmelin, JF, 1788) — amakihi de Hawái.